# Trevor Keegan
Trevor Keegan (Crystal Lake, 30 agosto 2000) è un giocatore di football americano statunitense che milita nel ruolo di guardia per i Philadelphia Eagles della National Football League (NFL).

## Carriera

### Philadelphia Eagles
Al college Keegan giocò a football a Michigan, venendo inserito nella formazione ideale della Big Ten Conference nel 2022 e vincendo il campionato nazionale l'anno successivo. Fu scelto nel corso del quinto giro (172º assoluto) del Draft NFL 2024 dai Philadelphia Eagles. Dopo avere disputato una sola gara nella sua prima stagione regolare, a fine anno vinse il Super Bowl LIX con la vittoria degli Eagles sui Kansas City Chiefs per 40–22.

## Palmarès
- Super Bowl : 1

Philadelphia Eagles: LIX
- National Football Conference Championship: 1

Philadelphia Eagles: 2024